# 李暠 (吏部尚書)
李暠（?—?），唐朝宗室，出自大鄭王房，淮安王李神通曾孙，清河郡公、靈州都督李孝節之孙，鄭州刺史李瑜之子。
李暠幼年丧父，事奉母亲非常勤谨。唐睿宗时，任卫尉少卿，唐玄宗开元初年，担任汝州刺史，为政严简，州境肃然。入授太常少卿，三迁黄门侍郎，兼太原尹，革除了用人尸饲鸟兽的旧习。转太常卿，又拜工部尚书、东都留守。开元二十年（732年）持节出使吐蕃，风仪秀整，以能当其任转吏部尚书。历职威严庄重，为时论称道。官至太子少傅，封武都郡公，年六十余岁去世，赠益州大都督。其子起居舍人李造。

## 延伸阅读
[在维基数据编辑]
 《舊唐書/卷112》，出自刘昫《舊唐書》